# Laiküla
Laiküla – wieś w Estonii, w prowincji Lääne, w gminie Martna. Wieś położona jest na granicy Parku Narodowego Matsalu, na południe od niej do rzeki Kasari wpada rzeka Liivi.